# Petrali
|  | Aquest article tracta sobre el dolç nadalenc calabrès. Si cerqueu el músic italià, vegeu «Vincenzo Petrali». |

Els petrali, chinuliji o chjinuli, entre d'altres, són darreries nadalenques típiques de la ciutat italiana de Reggio de Calàbria.
Són confits de pasta frolla en forma de mitjalluna, amb un farcit a l'interior obtingut a còpia de macerar molts dies en vino cotto i cafè ensucrat una massa de figues seques, nous, ametlles, panses sultanes i pell de taronja i de mandarina.
A l'exterior, solament es guarneix amb una pinzellada de rovell d'ou batut i diavoletti colorati (en català, 'diablets colorits': són en realitat pals petits de sucre colorit). Alternativament, poden decorar-se amb glaçatge de sucre, amb xocolata fosa o amb xocolata blanca.
Aquests dolços acostumen a preparar-se i consumir-se durant la festivitat nadalenca, és a dir, a les acaballes de l'any.
Els chinuliji són semblants, però farcits d'una massa feta a base de cigrons i fruita seca que es prepara tradicionalment al municipi de Pizzo Calabro en el període de Nadal. Se'n diuen jaùni o fiauni a Vibo Valentia; chinulille, chinuliddre, crustuli o erròniament turdiddri a Catanzaro; i se'n poden trobar també sota el nom de chinuliddhre o pitteddhe a Salento i de pastzzott a Basilicata.